# Tempa Ndah
Rosalie Tempa Ndah Francois (født 15. april 1973) er en fodbolddommer fra Benin.
Ved siden af sin dommergerning arbejder Ndah som frisør,. Hun dømte sin første internationale kamp i 2003, hvorefter hun dømte finalen under de afrikanske lege 2003. 
Ndah dømte som linjedommer under VM i fodbold for kvinder 2007, i Kina.
Ndah blev nomineret som en af de bedste linjedommere under Oscars du football béninois 2007.